# Zbigniew Czarnuch

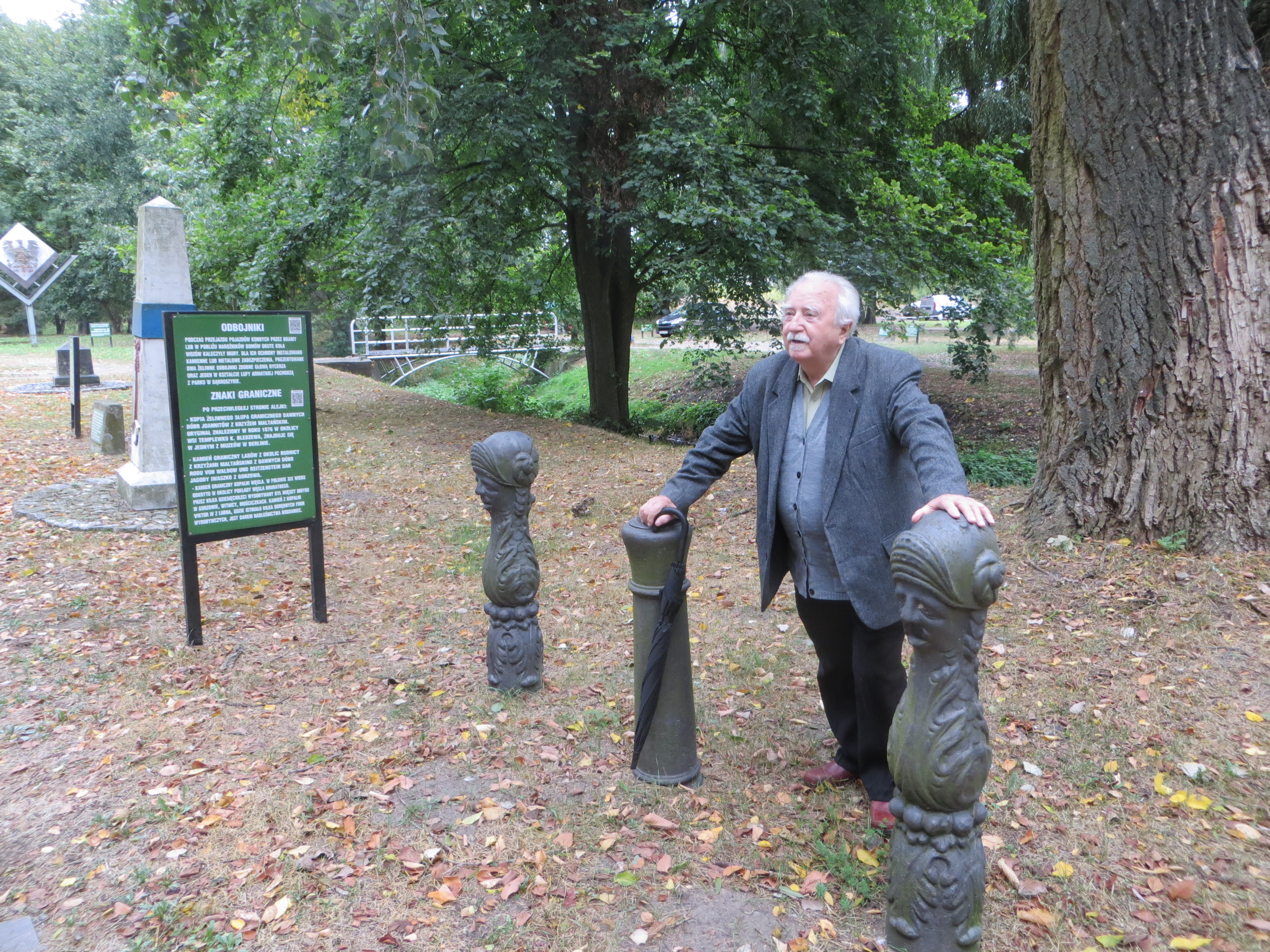
Zbigniew Czarnuch im Park der Wegweiser und Meilensteine der Kulturen (2018)

Zbigniew Czarnuch (* 18. März 1930 in Lututów, Woiwodschaft Łódź; † 22. September 2024) war ein polnischer Sachbuchautor und Heimatkundler.

## Leben und Werk
Zbigniew Czarnuch kam im Herbst 1945 nach Witnica, wo sein Vater zum Bürgermeister ernannt wurde. Er studierte in Warschau und arbeitet als Geschichtslehrer in Witnica.
Czarnuch publizierte zu pädagogischen und historischen Themen. Er war Redaktionsmitglied des in Gorzów Wielkopolski erscheinenden Jahrbuchs zur Geschichte der Wartheregion, Präsident des Freundeskreises Witnica e.V. sowie Initiator und stellvertretender Präsident des polnisch-deutschen Vereins "Educatio" Pro Europa Viadrina.
Im Jahr 1994 gründete er den Park der Wegweiser und Meilensteine der Kulturen (Park Drogowskazów i Słupów Milowych Cywilizacji) in Witnica (Woiwodschaft Lebus). Zudem veröffentlichte er mehrere deutschsprachige Artikel zu Meilensteinen.
Im Oktober 2009 wurde Zbigniew Czarnuch für sein unspektakuläres, beharrliches Wirken für die polnisch-deutsche Verständigung mit dem Georg-Dehio-Kulturpreis ausgezeichnet.

## Schriften
- Zbigniew Czarnuch: An der Warthe inmitten von Wäldern. Eine Geschichte über ehemalige sowie heutige Bewohner der Dörfer in der Gemeinde Witnica. Witnica 2013. ISBN 978-83-935111-0-5.
- Błota Warciańskie: kilka odsłon fenomenu doliny dolnej Warty. Górzyca 2007. ISBN 978-83-89961-14-3.
- Kościół w Dąbroszynie : panteon chwały rodów szlachty Dąbroszyńskiej. Gorzów 2003. ISBN 83-8878466-8.
- Niebezpieczne drogi i podejrzani młynarze. Gorzów 2000. ISBN 83-909122-4-4.
- Wspomnienia, relacje, listy i rozmowy Witniczan. Witnica 1994. ISBN 83-903082-0-7.